# Serge Moscovici
Serge Moscovici (nacido como Srul Herș Moscovici; Brăila, Rumania, 14 de junio de 1925 - París, Francia, 15 de noviembre de 2014) fue un psicólogo social rumano, nacido en Brăila.
Fue Director del Laboratorio Europeo de Psicología Social (Laboratoire Européen de Psychologie Sociale, en francés), que cofundó el año 1975 en la Maison des sciences de l’homme en París, Francia. Era miembro de la Academia Europea de Ciencias y Artes y Oficial de la Legión de Honor, así como miembro de la Academia de Ciencias Rusa y miembro honorario de la Academia de Ciencias Húngara. 
Su hijo Pierre Moscovici es un conocido político francés militante del Partido Socialista, y fue designado Ministro de Economía, Hacienda y Comercio Exterior en el gobierno de François Hollande y Jean-Marc Ayrault.

## Biografía
Nació en Brăila, Rumania, en una familia judía. Desde su infancia temprana sufrió los efectos de la discriminación antisemita. En 1938 fue excluido de la escuela en Bucarest debido a una ley antisemita, y, después fue internado en un campo de labores forzadas, hasta que fue liberado por el ejército Rojo en 1944. 
Se convirtió en miembro del Partido Comunista Rumano. Durante la última etapa de la Segunda Guerra Mundial conoció a Isidore Isou, fundador del letrismo, con quien fundó "Da", una revista de arte y literatura, hacia fines de 1944. "Da" fue rápidamente censurada. 
Después de la guerra, trabajó como soldador en una fábrica en Bucarest. En 1947, desilusionado con el régimen comunista, dejó Rumania. Emigró clandestinamente y llegó a Francia un año después habiendo pasado antes por Hungría, Austria e Italia. En París, ayudado por una fundación de refugiados, estudió psicología en la Universidad de París. 
Su tesis del año 1961, dirigida por el psicoanalista Daniel Lagache, exploró las representaciones sociales del psicoanálisis en Francia. También estudió epistemología e historia de la ciencia con el filósofo Alexandre Koyré. En los años 1960, fue invitado a los Estados Unidos por el Instituto de Estudios Avanzados de la Universidad de Princeton. También trabajó en la Universidad Stanford y en la Universidad Yale, antes de retornar a París para dedicarse a la enseñanza. En 1988 recibió el Premio europeo Amalfi de sociología y ciencias sociales por La machine à faire des dieux, en 2002 el Premio Balzan.
Falleció el 16 de noviembre de 2014 en París, Francia.

## Publicaciones
- La psychanalyse, son image, son public, University Presses of France, 1961/1976.
- Reconversión industrielle et changements sociaux. Un exemple: la chapellerie dans l'Aude, Armand Colin, 1961.
- L’expérience du mouvement. Jean-Baptiste Baliani, disciple et critique de Galilée, Hermann, 1967.
- Essai sur l’histoire humaine de la nature, Flammarion, 1968/1977.
- La société contre nature, Union Générale d’éditions, 1972 / Seuil, 1994.
- Hommes domestiques et hommes sauvages, Union Générale d’éditions, 1974.
- Social influence and social change (Influencia y cambio social), Academic Press, 1976.
- Psychologie des minorités actives, University Presses of France, 1979.
- L'Age des foules: un traité historique de psychologie des masses, Fayard, 1981 (about Gustave Le Bon's invention of crowd psychology and Gabriel Tarde)
- La Machine à faire les dieux, Fayard, 1988
- Chronique des années égarées: récit autobiographique, Stock, 1997.
- Social Representations: Explorations in Social Psychology (Representaciones sociales: Exploraciones en psicología social), Polity Press, 2000.
- De la Nature. Pour penser l'écologie, Métailié, 2002.
- Réenchanter la nature. Entretiens avec Pascal Dibie, Aube, 2002.
- Moscovici, S., Lage, E. and Naffrenchoux, M. (1969) "Influences of a consistent minority on the responses of a majority in a colour perception task", Sociometry, Vol.32, pp.365-80. cited in Cardwell, M. and Flanagan, C. (2003) Psychology AS The Complete Companion, Nelson Thornes.

## Reconocimientos
Recibió multitud de reconocimientos, entre ellos:
- 1980 Doctor honoris causa - University of Geneva (Suiza)
- 1982 Doctor honoris causa - University of Glasgow (Escocia)
- 1989 European Price of Social Sciences and Sociology (Amalfi, Italia)
- 1989 Chevalier de la Légion d'Honneur
- 1990 Honorary Degree - University of Sussex (UK)
- 1990 Member of the European Academy of Sciences
- 1992 Member of the New York Academy of Sciences
- 1993 Doctor honoris causa - Universidad de Seville (España)
- 1994 Doctor honoris causa - Universidad de Bruselas (Belgium)
- 1998 Doctor honoris causa - Universidad de Bolonia (Italia)
- 1998 Honorary Member of the Hungarian Academy of Sciences
- 1998 Doctor honoris causa - London School of Economics and Political Sciences (U.K.)
- 1999 Officier de la Légion d'Honneur
- 1999 Doctor honoris causa - Universidad de Roma (Italia)
- 2000 Doctor honoris causa - Autonomous Metropolitan University (México)[4]
- 2000 Price « Ecologia » (Italia)
- 2002 Doctor honoris causa - University of Pecs (Hungría)
- 2003 Doctor honoris causa - Instituto Superior de Ciencias do Trabalho e da Empresa (Portugal)
- 2003 Balzan Award for his oeuvre in social psychology
- 2007 Wilhelm Wundt-William James Award from American Psychological Association
- 2007 Doctor honoris causa - University of Brasilia (Brasil)